# Ż
الحرف Ż هو حرف مشتق من الحرف Z اللاتيني مع إضافة شكلة.

شعار الشرطة البلدية البولندية (Straż Miejska)، نلاحظ استخدام الحرف Ƶ بدلاً من Ż كونه يكتب هنا حرفاً كبيراً

يستخدم في اللغات التالية:
- اللغة البولندية:

ويلفظ بصوت ملتو ارتجاعي صفيري مجهور [الإنجليزية] [ʐ].
وقد يلفظ أحياناً بصوت ملتو ارتجاعي صفيري صامت [الإنجليزية] [ʂ]، خاصة عندما يكون في نهاية الكلمة.
في حالات قليلة يستخدم Ƶ عوضاً عن Ż في حالة الحرف الكبير لأغراض تجميلية، خصوصاً في كتابة اليد، وقد يكون ذلك لتمييزها عن حرفي Z وŹ.
- - أمثلة:

 (أصفر)

 (زوجة)
Compare Ź:

 (بصورة خاطئة، بسوء)

 (مهر)
- لغة الكاشوبية:

ويلفظ بصوت لثوي غاري احتكاكي مجهور [ʒ]
- أبجدية اللغة المالطية:

ويلفظ مثل حرف Z في اللغة الإنجليزية.